# اسلاوکو کالزیچ
اسلاوکو کالزیچ (به انگلیسی: Slavko Kalezić) (زاده ۴ اکتبر ۱۹۸۵) خواننده مونته‌نگرویی است
او در مسابقه آواز یوروویژن ۲۰۱۷ نماینده مونته‌نگرو بود .